# Ајзи
Андријано Кадовић (Крушевац, 15. март 1985), познатији под уметничким псеудонимима Ајзи и Ајзеа, јесте српски репер и текстописац. Публици је познат по мрачним и песимистичким темама с депресивном атмосфером која описује религију, љубав, патњу, спрегу криминала, дроге и уличним скитањима.
За песму „Рамонда” певачице Теја Доре, која је представљала Србију на Евровизији 2024. у Малмеу, учествовао је у аранжману и писању текста. Компоновао је музику за документарни филм Бориса Малагурског Тежина ланаца 3. Као текстописац и продуцент учествовао је у многим комерцијалним албумима познатих поп-фолк извођача као што су Ана Кокић, Милица Павловић, Едита Арадиновић, Анастасија Ражнатовић.

## Младост
Ајзи је рођен у Крушевцу, али се са 19 година преселио у Београд. Његова породица потиче из Црне Горе.

## Каријера
Први албум под називом Ко да дували смо лепак објављен је 2008.
Албум Јачи од смрти објављен је 2013. под покровитељством издавачке куће Басивити диџитал. Албум је доживео велику популарност и сматра се једним од најбољих српских и регионалних хипхоп албума. Неколико песама с албума стекле су статус култних изведби.
Првог септембра синглом „Снег на Карибима” најавио је нови албум Српски сан коју ће избацити издавачка кућа 3ПМ, у којој је извршни директор и суоснивач. Други сингл с албума „Не идем” изашао је 30. октобра.

## Спошаљње везе
- Ајзи на веб-сајту
- Ајзи на веб-сајту
- Ајзи на веб-сајту